# El Día (Ecuador)
El Día fue un periódico local ecuatoriano, con sede en la ciudad de Quito, que circuló entre 1913 y 1952.

## Historia
El rotativo fue fundado el 1 de agosto de 1913 por Luis Robalino Dávila, Manuel Tobar Borgoño y José Rafael Bustamante, todos ellos de tendencia liberal y opositores al gobierno de Leonidas Plaza Gutiérrez. En 1915 fue adquirido por Ricardo Jaramillo.
En 1936, el periódico fue temporalmente suspendido por el presidente interino Federico Páez Chiriboga, de tendencia conservadora. Durante esta época, el periódico también publicó varios editoriales favorables al bando republicano de la Guerra Civil Española.
En 1949, El Día compartió sus rotativas y planas con diario El Comercio, luego que un incendio provocado por una turba iracunda que acababa de escuchar una emisión local de La Guerra de los Mundos, destruyera la planta impresora que se ubicaba en el mismo edificio que Radio Quito, consecuencia de la histeria colectiva que ocasionó el programa.
Tras la muerte de Ricardo Jaramillo, el periódico dejó de publicarse en 1952.

## Colaboradores
Entre los escritores que colaboraron con El Día figuraron Benjamín Carrión, Isaac Barrera, Raúl Andrade y los caricaturistas ‘’Jorge‘’ y Carlos Latorre.